# Eric Katz (Mathematiker)
Eric Edward Katz (geb. ca. 1977) ist ein US-amerikanischer Mathematiker.

## Biografie
Katz studierte an der Ohio State University mit dem Bachelor-Abschluss 1999 und wurde 2004 an der Stanford University bei Yakov Eliashberg promoviert (A Formalism for Relative Gromov-Witten Invariants). Als Post-Doktorand war er Assistant Research Professor an der Duke University (bis 2007), an der University of Texas at Austin und am MSRI (2009). 2011 wurde er Assistant Professor an der University of Waterloo (und 2016 Associate Professor) und 2016 Assistant Professor an der Ohio State University.
Er befasst sich mit kombinatorischer und algebraischer Geometrie. Mit June Huh bewies er einen Spezialfall der Rota-Vermutung, die besagt, dass die Koeffizienten des chromatischen Polynoms eines Matroids eine log-konkave Folge bilden (das heißt {\displaystyle a_{i+1}a_{i-1}\leq a_{i}^{2}}). Der Beweis der allgemeinen Rota-Vermutung gelang Katz in gemeinsamer Arbeit mit Adiprasito und Huh im Jahr 2015, indem sie diese mit Hodge-Riemann-Relationen von Matroiden in Verbindung setzten.
Er befasst sich auch mit symplektischer Geometrie, tropischer Geometrie und diophantischer Geometrie (Zahlentheorie).

## Schriften
- An Algebraic Formulation of Symplectic Field Theory. Journal of Symplectic Geometry, Band 5, 2007, S. 385–437
- mit June Huh: Log-concavity of characteristic polynomials and the Bergman fan of matroids, Mathematische Annalen, Band 354, 2012, S. 1103–1116. Arxiv
- mit Adiprasito, Huh: Hodge theory of matroids, Notices AMS, Band 64, Januar 2017, S. 26–30, pdf
- mit Karim Adiprasito, June Huh: Hodge theory for combinatorial geometries, Annals of Mathematics, 2018, Arxiv
- What is tropical geometry ?, Notices of the AMS, April 2017
- mit Joseph Rabinoff, David Zureick-Brown: Uniform bounds for the number of rational points on curves of small Mordell-Weil rank, Duke Mathematical Journal, Band 165, 2016, S. 3189–3240.